# Teoretická fyzika
Teoretická fyzika se snaží racionálně, často pomocí matematických vztahů, vysvětlit fyzikální jevy pozorované v přírodě. Za tím účelem hledá obecně platné zákony, kterými se tyto jevy řídí, a vytváří nové nebo upravuje a zobecňuje stávající fyzikální teorie tak, aby obsahovaly co nejméně předpokladů a volných parametrů, kterými jsou např. základní fyzikální konstanty jako rychlost světla či hmotnosti a další vlastnosti elementárních částic.
Na základě těchto teorií a znalosti počátečních podmínek fyzikálního systému, s využitím vhodných matematických metod a dnes i obsáhlých počítačových simulací, pak kvantitativně popisuje nejen známé jevy, ale snaží se i předpovídat jevy nové, jejichž experimentální potvrzení je nezbytné k tomu, aby mohla být teorie obecně přijata za správnou.
Teoretickou fyziku nelze oddělit od experimentální fyziky, neboť úplné porozumění přírody je možné pouze z jejich vzájemného souladu. Teorie, jejíž předpovědi nesouhlasí s výsledky pečlivě provedených experimentů, nemůže být správným popisem přírody a musí být buď upravena, nebo nahrazena jinou, obecnější teorií. Na druhou stranu interpretace a mnohdy i návrhy nových experimentů by nebyly možné bez dobré znalosti stávajících fyzikálních teorií.
Jak se teoretická a experimentální fyzika navzájem ovlivňují a doplňují, dokládá např. historie vzniku dvou moderních fyzikálních teorií na začátku 20. století. Zrod kvantové mechaniky byl zcela jistě podnícen novými objevy v atomové fyzice a optice, které klasická fyzika nebyla schopna vysvětlit. Oproti tomu teorie relativity byla především výsledkem Einsteinových teoretických úvah a jeho myšlenkových experimentů a teprve později byly mnohé překvapivé předpovědi této teorie experimentálně potvrzeny.
Rozvoj teoretické fyziky též úzce souvisí s rozvojem matematiky. Mnohé nové fyzikální teorie potřebují nové matematické nástroje, které se zpočátku zdály být čistou matematickou abstrakcí (příkladem může být Riemannova geometrie, která našla uplatnění v obecné teorii relativity či teorie grup používaná v celé řadě fyzikálních oborů). Na druhou stranu rozvoj mnohých matematických oborů byl často dán jejich potřebou v teoretické fyzice (např. diferenciální a integrální počet či teorie lineárních operátorů na Hilbertových prostorech).